# László Kiss (réalisateur)
Pour les articles homonymes, voir László Kiss.
László Kiss [ˈlaːsloː ˈkiʃ ], né László Kis le 15 février 1904 à Debrecen et mort dans les années 1990, est un réalisateur et scénariste hongrois.
Il est parfois connu en dehors de Hongrie sous les noms de Ladislas Kiss, Ladislao Kish, ou moins communément László Kish ou Laslo Kish.

## Biographie
László Kiss est le fils d'un propriétaire de café et d'Irma Geiger. Il suit une formation d'acteur de théâtre à Budapest et travaille comme journaliste et assistant de théâtre. Il se lance ensuite dans le cinéma. De 1928 à 1935, il travaille comme assistant réalisateur et monteur en France, en Angleterre et en Argentine,. En 1933, il coréalise le film argentin Los tres Berretines.
En 1940, il s'installe en Italie, où il réalise et écrit plusieurs films,,.

## Filmographie
- 1933 : Los tres Berretines, coréalisé avec John Alton, César José Guerrico, Luis Romero Carranza et Enrique Susini
- 1940 : Il sogno di tutti (it), coréalisé avec Oreste Biancoli
- 1942 : I sette peccati (it)
- 1942 : La signorina
- 1942 : Notte di fiamme
- 1944 : Finalmente sì (it)
- 1952 : Opération Magali[7]
- 1956 : L'Épée de la vengeance (Il cavaliere dalla spada nera), coréalisé avec Luigi Capuano